# Original War
Original War est un jeu vidéo de guerre en temps réel non linéaire développé par Altar Games et édité par Virgin Interactive dès le 3 décembre 2001. Il est redistribué au Royaume-Uni sous le label budget « Sold Out » en 2004.

## Trame
L'histoire est librement inspirée du roman de science-fiction Le Dernier Jour de la Création (1981), de Wolfgang Jeschke.
Pendant la Première Guerre mondiale les forces Américaines trouvent un appareil inconnu avec un minerai inconnu appelé « Sibérite ». Plusieurs décennies plus tard ils découvrent que le minerai catalyse la fusion froide ; c'est le combustible d'un appareil appelé EONIS. Après plusieurs expériences avec la Sibérite et l'EONIS, ils se rendent compte que c'est une machine à voyager dans le temps. Ils ont déjà utilisé toute la Sibérite, donc leurs recherches s'arrêtent. Au nouveau millénaire ils trouvent de grands gisements de Sibérite en Sibérie et arrivent à en extraire suffisamment pour utiliser la machine pour des voyages dans le temps à petite échelle. Ils pensent envoyer plusieurs dizaines de troupes Américaines en Sibérie, où ils voyageront 2 millions d'années en arrière pour qu'ils transfèrent la Sibérite de Sibérie en Alaska, permettant plus tard aux Américains de changer tout ce qu'ils trouvent mauvais dans l'Histoire. Les meilleures troupes sont sélectionnées, leur mission expliquée en leur disant que c'est un voyage sans retour. Les Américains voyagent dans le temps et réussissent à mettre la Sibérite en Alaska, changeant le cours de l'Histoire. Par la suite l'URSS ne disparaît pas, les États-Unis sont encore plus puissants que dans l'Histoire inchangée et plusieurs autres changements majeurs sont effectués. Les Soviétiques sont alors dans le cas originel des Américains : ils apprennent l'existence d'EONIS, qu'ils appellent TAWAR, et appellent la Sibérite « l'Alaskite ». Ils décident d'envoyer dans le temps un grand nombre de troupes pour empêcher les Américains de transférer l'Alaskite de la Sibérie en Alaska.

## Jeu
Original War est un mélange de jeu de rôle (RPG) et jeu de stratégie en temps réel (STR).
Le jeu permet la construction de bâtiments et véhicules (entièrement personnalisables), selon des avancées technologiques en jeu. Chaque personnage est irremplaçable et possède sa propre vitesse, armure et puissance de tir, ainsi que 4 niveaux de compétences différentes, s'améliorant au cours des missions ainsi que de ses actions.
On compte 3 nations, ayant chacune un style de jeu différent :
- les Russes : misant sur la puissance brute et puissante, mais possédant des coûts de production élevés, une courte distance de vue et des véhicules lents. Les Russes viennent d'une temporalité où les Américains possèdent le monopole de l'Alaskite / Sibérite, ayants comme objectif d'empêcher les Américains de bouger les gisements d'Alaskite / Sibérite de Sibérie vers l'Alaska.
- les Américains : misant sur une grande avance technologique, leur permettant une puissance moyenne, des coûts moyens, une distance de vue étendue, et des véhicules rapides. Les Américains viennent d'une temporalité où les Russes possèdent le monopole de l'Alaskite / Sibérite. Ils ont comme objectif primaire de déplacer la Sibérite en masse de Sibérie vers l'Alaska, afin de posséder, dans un avenir modifié, les réserves du précieux minerai.
- les Arabes : misant sur une technologie et stratagème subtils, avec une puissance réduite, de faibles coûts, une distance de vue étendue et des véhicules très rapides. Il est possible pour les soldats de cette nation de poser des mines invisibles aux autres joueurs. Ils possèdent également des véhicules "suicide", occasionnant de gros dégâts. Il est fort probable qu'ils viennent de la même temporalité que les Américains, car il s'agit de la Nation ayant pris d'assaut l'EONIS). Ce sont des mercenaires embauchés par les pays arabes pour détruire l'Alaskite / Sibérite. Cette nation n'a néanmoins pas de campagne solo officielle, elle s'immisce durant les deux campagnes, ayant pour rôle allié et traitre.
- Une quatrième faction apparaît plus tard dans le jeu, l'Alliance. Elle est composée de scientifiques Russes et Américains, désirant la paix et cherchant à étudier les technologies extraterrestres.

Chacune de ces trois nations est jouable dans le mode multijoueur du jeu vidéo, permettant des matchs entièrement personnalisables et allant jusqu'à 8 joueurs.
Chaque nation possède des armes différentes (que ce soit pour équiper les personnages ou les véhicules) ainsi que de nombreuses technologies différentes. Bien que certains bâtiments soient communs à toutes les factions, ceux-ci possèdent chacun un style architectural différent.
L'existence d'une civilisation Alien éteinte est suggérée de par la présence de l'Alaskite / Sibérite, de l'EONIS (ou TAWAR) et autres artefacts Aliens.

### Campagnes
Deux campagnes sont jouables : 
Campagne des Américains (conseillée pour les néophytes) 
Campagne des Russes (pour joueurs avancés). 
Chacune des deux campagnes permettent de diverger à un moment où l'on doit choisir de rester dans son camp, ou d'intégrer une quatrième faction composée de scientifiques des deux camps (l'Alliance) cherchant à étudier les technologies extraterrestres. 
Plusieurs fins sont possibles pour chaque campagne. 
- Le personnage principal meurt. (Échec de n'importe quelle mission, Fin n°0)
- Le personnage principal est resté dans sa faction d'origine, et celle-ci gagne la guerre : son pays contrôle donc l'Alaskiste / Sibérite dans le futur. (Fin no 1)
- Le personnage principal a rejoint l'Alliance et celle-ci gagne la guerre : l'Alaskite / Sibérite est donc étudiée ainsi que les technologies Aliens. l'Utopisme est suggéré. (Fin no 2)
- Vous avez provoqué une réaction en chaîne sur le filon mère d'Alaskiste / Sibérite, amenant à la destruction de la planète. (Échec mission Américaine no 15 sans Alliance)

Il y a 3 autres fins possibles, spécifique aux campagnes.
- Lors du prélude à la campagne Américaine, il est proposé au protagoniste d'accepter ou de refuser le saut dans le temps via  l'EONIS (ou TAWAR). Si le joueur refuse, une cinématique se joue et nous apprenons que les Russes sèment le chaos dans les villes Américaines. Il est implicitement supposé que leur voyage dans le temps à mené à leur suprématie future.
- Toujours lors du prélude de la campagne Américaine, il est possible de tirer sur les bâtiments et soldats Américains de notre camps. Les alliés vous abattrons et vous serez envoyé dans un asile (dialogue).
- Lors de la campagne russe dans la mission no 7, il sera possible de suivre l'Alliance, de rejoindre la conspiration visant à renverser le commandant des forces russes, ou de rester fidèle à ce commandant. Si la dernière option est choisie, le héros se retrouve envoyé au peloton d'exécution après avoir été tabassé et avoir avoué trahir sa patrie. Celui-ci est abattu.

Dans la campagne américaine, Une romance est disponible si le personnage féminin prévue ne meurt pas durant certaines missions.
La campagne Arabe n'existe pas, ce qui a poussé les communautés de fans à la créer via des mods. Cependant, la nation est jouable en multijoueur ainsi que dans quelques missions Américaines et Russes.

### Personnages
John Macmillan, il est le personnage central de la campagne Américaine. Il est sans attache, sans famille et sans amour. C'est pour cela que la mission de voyage dans le temps (sans retour possible) lui a été confiée. Quelques jours avant son départ, il tombe amoureux d'une scientifique qui doit rester dans le présent. Il fera des apparitions dans la campagne russe.
Yuri Ivanovich Gorky (Burlak), personnage principale de la campagne Russe. Sont passé est totalement inconnu, il est simplement choisi via un tirage au sort pour la mission de voyage dans le temps. Son frère, Vsevolod Ivanovich Gorky, fait également parti des soldats sélectionnés.

### Ressources
La machine utilisée pour voyager dans le temps n'est pas totalement maitrisée par les scientifiques. Pour cette raison, un élément humain ou matériel envoyé depuis l'époque contemporaine vers l'époque du jeu (-2 Millions d'années) arrive plus ou moins aléatoirement au niveau de la position comme au niveau du temps (la latence peut être de plusieurs années). Cela explique l'envoi "aléatoire" de ressources et de personnel sur le terrain. La machine se nomme EONIS chez les Américains, et TAWAR chez les Russe. Aucune notion de nom de la machine chez la nation des Arabes (probablement EONIS, car il est fortement suggéré que cette nation vienne de la temporalité Américaine)

#### Hommes
Contrairement à beaucoup d'autres jeux de stratégie en temps réel, il n'est pas possible de "produire" de nouvelles unités dans Original War. La survie de chaque personnage allié est donc très importante voire capitale. Sauver par exemple un pauvre malheureux ou décider de le tuer, comme n'importe quel choix intuitif se trouvant dans le jeu, aura un impact direct sur les futures missions.
Chaque unité humanoïde possède des niveaux dans 4 compétences : l’ingénierie, la science, la mécanique et le maniement d'armes. Ces niveaux augmentent selon les actions réalisées par le personnage, et un boost conséquent est attribué si le personnage porte l'équipement correspondant (par exemple, sans équipement de soldat le personnage ne peut se défendre qu'avec un petit pistolet, alors qu'avec il a, de base, une mitraillette). À chaque augmentation de niveau (quelle que soit la compétence), on peut aussi remarquer un léger gain de résistance aux dégâts.
De rares renforts arrivent du futur (aléatoirement en temps comme en position) au cours des différentes missions, parfois dans des situations délicates requérant une action rapide mais réfléchie de la part du joueur.
Il est toutefois possible d'apprivoiser (après étude dans le laboratoire) et d'entraîner à des tâches basiques certains indigènes de cette zone temporelle : les homo pekinsis, appelés les "peks", humanoïdes considérés ancêtres de l'humain. Après avoir fait toutes les technologies nécessaires, ils peuvent aider à construire un bâtiment, tenir un fusil (technologie Russe et Arabe), être kamikaze (technologie Arabe uniquement), ou servir de cobaye dans une usine (voir dans "Véhicule"). Le nombre d'homo pekinsis sur chaque carte est limité. Les homos pekinsis ne peuvent pas être sélectionnes d'une mission à une autre.

#### Caisses
Les caisses sont du matériel envoyé depuis le futur. Elles contiennent tous les éléments (notamment électroniques) nécessaires à la construction de bâtiments et de véhicules.
Elles apparaissent aléatoirement sur la carte au cours des missions (parfois dans des zones précises).

#### Pétrole
Le pétrole est l'un des moteurs de la guerre, c'est la principale source d'énergie des véhicules et des centrales électriques.
Cette ressource n'est pas envoyée depuis le futur : il est nécessaire de construire des puits de pétrole à des endroits fixes après découverte de l'emplacement par un scientifique.

#### Sibérite / Alaskite
Ce matériau aux propriétés étrange est la source d'énergie de l'ÉONIS ainsi que la raison principale de l'envoi de troupes dans le passé par les différents camps. Il est nécessaire aux recherches. Il devient possible, au fur et à mesure des missions, de s'en servir comme source d'énergie (plus efficaces que le pétrole, permettant même une énergie infinie si monté dans un véhicule) ou d'utiliser d'autres propriétés spéciales du matériau (telles que le ralentissement temporel, état de stase qui permet de ralentir le mécanisme biologique d'un personnage gravement blessée, bombes etc).

### Les personnages
Le joueur est dans la peau d'un des personnages, fraichement débarqué 2 millions d'années av. J.-C. au début du jeu.
Chaque personnage du jeu est unique : il possède une voix, une personnalité, un visage et des caractéristiques de base distinctes. Les deux personnages principaux du jeu sont John Macmillan pour les Américains, et Yuri Ivanovich "Burlak" Gorky pour les Russes (voir "Sheikh" Omar Ali ou Heike Stayer pour les Arabes).
Les personnages possèdent 4 caractéristiques principales : 
- Combat
- Construction
- Mécanique
- Science

Chaque personnage possède à tout moment une "spécialisation" qui correspond à l'une de ces 4 caractéristiques (soldat, ingénieur, mécanicien, scientifique). La spécialisation double le niveau de la caractéristique lui correspondant, et offre l'accès à certaines actions dédiées : 
- Un soldat possède un armement nettement supérieur aux autres spécialisations, et peut ramper. Les homos pekinsis peuvent être formés en tant que soldat (technologie Russe ou Arabe) mais leur équipement est limité à une mitraillette, et ils ne peuvent pas ramper (dans la faction arabe, les homos pekinsis peuvent être transformés en kamikaze transportant une bombe ou être branché à un véhicule pour le piloter).
- Un ingénieur peut transporter du matériel (caisses, barils de pétrole, Siberite / Alaskite). Il peut aussi construire, démonter, réparer et capturer des bâtiments. Les homos pekinsis peuvent être formés en tant qu'ingénieur. Ils peuvent réparer ou transporter des caisses.
- Un mécanicien peut construire et réparer des véhicules. Il est aussi beaucoup plus doué pour le pilotage de ceux-ci.
- Un scientifique peut soigner les autres personnages, effectuer des recherches dans le laboratoire, découvrir des gisements (pétrole et Sibérite), et apprivoiser des homo pekinsis.

Il est possible de changer de spécialisation à tout moment dans un bâtiment dédié (armurerie pour les soldats, entrepôt pour les ingénieurs, usine à véhicules pour les mécaniciens, laboratoire pour les scientifiques)

#### Système d'expérience
Les caractéristiques des personnages ne sont pas figées : elles évoluent en fonction de leurs actions au cours d'une mission. Chaque caractéristique a des niveaux.
Dans chaque mission pour chaque caractéristique, il y a seuil maximum au-delà duquel l'expérience ne sera plus comptabilisé pour les personnages. Ce seuil dépend du  niveau de la caractéristique au départ de la mission. Deux personnages auront ainsi des seuil maximum différents suivants leurs niveaux.
- Combat

Les points d’expérience dans la caractéristique se gagnent en tirant avec l'arme porté par le personnage ou à l'intérieur d'une tourelle de défense.Toutes les professions et les homo pekinsis peuvent gagner des points d'expérience de combat. 
- Construction

Les points d'expérience se gagnent en aidant à construire des bâtiments, cela est valable pour toutes les professions y compris pour les homo pekinsis.
Le lancement de la construction ne peut être initiée que par les ingénieurs.
La réparation et le démontage de bâtiment permet aussi de gagner des points d'expérience. Cela n'est seulement valable que pour les ingénieurs.
- Mécanique

Les points d’expérience se gagnent en tirant avec des véhicules manuels. Toutes les professions peuvent en gagner ainsi. Les homo pekinsis ne peuvent piloter des véhicules qu'avec la technologie Arabe.
Les points d'expérience peuvent se gagner également en construisant des véhicules ou en pilotant via des tourelles de défense. 
- Science

Les points d'expérience de cette caractéristique sont réservés aux seuls scientifiques.
Ils peuvent gagner de l'expérience en soignant des personnages blessés, en faisant des recherches ou en apprivoisant des homo pekinsis.
À la fin de chaque mission, un bonus sous forme de points d'expérience est gagné. Ce bonus dépend du niveau de réussite des différents objectifs de mission. Le joueur choisit, pour chaque personnage, quelle caractéristique privilégier : 50 % des points iront dans cette caractéristique, et le reste étant répartit équitablement entre les 3 caractéristiques restantes.

### Véhicules
Les véhicules sont totalement customisables, du châssis au moteur jusqu'à l'armement. 
Selon le camp, ils peuvent être pilotés manuellement, à distance (depuis une tour de contrôle), ou posséder une Intelligence Artificielle permettant de se passer de pilote humain. Le camp Arabe a même la possibilité de développer une technologie leur permettant de faire piloter les véhicules par des « Peks » (hommes singes / homo pekinsis). Cependant, une fois installés dans un véhicule, les peks ne peuvent plus en sortir (leurs corps étant reliés directement à la machine par un système biomécanique).

#### Châssis
- Léger sur roues (technologie Américaine et Arabe) : Très Rapide, montées de terrain impossible à passer, résistance quasi nulle. Les Arabes ont un tricycle sur roue.
- Hydroglisseur (technologie Arabe uniquement) : Très rapide, possibilité de passer les montées de terrain, et également les étendus d'eau. Ce châssis ne ralenti pas lors de passage de gués ou dans des marais. Sa résistance est quasi nulle. Si un Hydroglisseur tombe en panne (à cause des dégâts subi ou si par manque d'essence) au milieu d'un plan d'eau, les mécaniciens ne peuvent y accéder pour le réparer ou y ajouter du carburant, et l'éventuel homme (femme) à l’intérieur est perdu(e), faute de pouvoir sortir.
- Moyen sur roues (toutes les nations) : Assez rapide, montées de terrain impossible à passer, résistant. Les Arabes ont un tricycle moyen, possédant deux roues à l'avant.
- Moyen sur chenilles (toutes les nations) : Assez rapide, possibilité de passer les montées de terrain, résistant. Voir Halftracks pour les Arabes.
- Lourd sur roues (technologie Russe uniquement) : Assez lent, montées de terrain impossible à passer, très résistant. Notons que c'est le seul châssis lourd pouvant être construit dans une usine sans extension chenilles.
- Lourd sur chenilles (technologie Américaine et Russe) : Assez lent, possibilité de passer les montées de terrain, très résistant.
- Véhicule moyen Halftracks, (technologie Arabe uniquement) : Rapide, possibilité de passer les montées de terrain, résistant. C'est un tricycles dont les roues arrière sont des chenilles.
- Morphling (technologie Américaine uniquement) : Châssis mixte lourd. Les roues peuvent se transformer en chenilles si nécessaire. Très rapide en configuration roues, possibilité de passer les montées de terrain en configuration chenilles (il est alors également plus rapide que les autres véhicules chenillés), résistant. Le choix roues/chenilles est commandé par l'ordinateur et est indépendant du choix du joueur. Il sort de l'usine en configuration chenilles. Il est un peu moins résistant que les autres châssis lourds.
- Béhémoth (technologie Russe uniquement) : Très lent. C'est littéralement une forteresse mobile à chenilles, il ne peut pas passer les montées de terrain en raison du poids qu'il supporte. Ce véhicule est construit à l’extérieur des usines par des mécaniciens. Il est le véhicule le plus résistant du jeu.

Note: Les châssis chenillés sont un peu plus résistant que l'équivalent sur roues.

#### Moteur
- Solaire (technologie Américaine et Arabe uniquement) : Le véhicule nécessite des temps de recharge (pause) de leur batterie assez régulièrement, car l'alimentation par panneaux solaires n'est pas suffisante pour les faire fonctionner en permanence.
- Pétrole (toutes les nations) : Propulsion standard des véhicules du jeu. Nécessite de faire le plein régulièrement pour ne pas tomber en panne.
- Sibérite / Alaskite (toutes les nations): Équivalent d'un moteur nucléaire (une fois la technologie découverte). Les véhicules fonctionnant à la Sibérite n'ont jamais besoin de "faire le plein".

#### Spécialisation
Selon le poids de la spécialisation, il peut être impossible de monter certains éléments sur les châssis légers. Un canon lourd, par exemple, ne peut être placé que sur un véhicule disposant d'un châssis lourd (lourd sur roues, lourd sur chenilles, morphling), et les châssis lourds, eux, ne peuvent pas être placé sur un véhicule à moteur solaire.

##### Civiles
- Grue (aide à la construction et à la réparation).
- Benne (aide au transport de ressources ou d'artefacts).
- Bulldozeur (pour le déblaiement du terrain).
- Radar (grande portée de vue).

##### Militaires
Pour les véhicules :
Certains armements ne tournent pas (seulement de quelques degrés à droite ou à gauche) sur un véhicule. Mais ils peuvent pivoter lentement sur une tourelle défensive.
Armements légers:
- Mitrailleuse légère / lourde (Américains / Russes) : rapide et efficace contre des petits groupes de soldats, mais peu puissant contre les véhicules et les structures.
- Double mitrailleuse (technologie Arabe uniquement) : même description que la mitrailleuse légère / lourde.
- Canon léger (Arabes et Américains) : le canon léger est très efficace face aux bunkers, aux constructions de bases et aux véhicules ennemis, mais est peu efficace face à l'infanterie.
- Multi-missiles (technologie Arabe uniquement) : arme anti-personnelle non téléguidée, description identique à celle de la mitrailleuse légère / lourde et double mitrailleuse.

Armements Moyens:
- Gatling (toutes les nations) : La Gatling fait des ravages sur les troupes de soldats ennemis, mais peu efficace contre les structures et les blindés. Pas de rotation.
- Canon (Russes et Arabes) : Le canon est très efficace face aux bunkers, aux constructions de bases et aux véhicules ennemis, mais est peu efficace face à l'infanterie.
- Double canon (technologie Américaine uniquement) : Le double canon Américain a une puissance de feu comparable au canon basique, mais avec une cadence de tir doublée, ce qui en fait un armement redoutable contre les structures et les blindés.
- Lance-flamme (technologie Arabe uniquement) : Le lance flamme fait des dégâts dévastateurs sur l'infanterie, véhicules légers, et constructions légères.
- Lance roquette (toutes les nations) : Le lance roquette tire des petites roquettes très rapidement sur les cibles, elles sont très utiles en grand nombre. Le lance-roquette Russe a plus de cadence que ses homologues. Peut bombarder une position.
- Décélérateur temporelle (technologie Russe uniquement) : Le décélérateur n'est pas une arme à proprement parler mais plutôt un système défensif, visant à ralentir le temps et l'espace autour de lui. Si plusieurs décélérateurs se trouvent à proximité de chacun, le temps et l'espace ne seront pas plus affectés par le ralentissement mais la zone d'effet grandira fortement., ce qui en fait une des armes les plus pénibles à neutraliser. La portée d'un décélérateur varie selon les technologies d'espace temps effectuées.
- Laser (technologie Américaine uniquement) : Le laser ne fait pratiquement aucun dégât aux structures et aux troupes de soldat ennemies, mais neutralise les véhicules en quelques secondes (aussi efficace qu'un canon lourd contre les véhicules). Un laser ne rate jamais son coup.
- Bombe auto propulsée (technologie Arabe uniquement) : Les bombes auto propulsée sont des véhicules kamikazes que l'ont peut envoyer se faire exploser contre des structures, blindés ou troupes ennemies. Il est également possible de les faire exploser dans une zone précise grâce à la technologie adéquate. Le pilote meurt après l'explosion du véhicule.

Armement lourds:
- Roquettes (technologie Russe uniquement) : Les roquettes ont une portée et une puissance de feu supérieur au "lance roquette", cependant la cadence de tir est réduite de moitié. Peut bombarder une position. Pas de rotation.
- Canon lourd (technologie Américaine et Russe uniquement) : Fatal pour tout type de construction et de véhicule, le canon lourd est l'une des armes lourdes les plus puissantes du jeu. Dégât moyen sur l'infanterie. Pas de rotation.
- Double laser (technologie Américaine uniquement) : Même principe que le laser, mais peut être "connecté" à d'autres doubles laser construits dans les environs (un fil d'énergie vert les relis). Ainsi, lorsque des véhicules ennemis passent entre deux doubles laser (et donc dans le "fil" vert qui les relis) ceci encaissent une attaque très puissante. Peu de véhicule résiste aux double laser (en fonction des technologies recherchées). Notons qu'une cible signalée ne pas attaquer encaissera quand même le double laser si elle franchit le faisceau. Aucune rotation, mais possibilité de fonctionner en simple de tous les côtés.
- Roquette à Sibérite / à Alaskite (technologie Américaine et Russe uniquement) : Arme de destruction massive à usage unique. Très longue à produire. Ne peut être lancée que depuis une très longue distance. La roquette de Sibérite / à Alaskite a une zone d'impact très étendue et possède une puissance destructrice inégalée. Son usage est unique (une fois tirée, le véhicule / la tourelle doit être démonté(e) (Une tourelle peut être réarmée)). Il s'agit de l'arme ultime du jeu, capable à elle seule de vous faire gagner la guerre...

...ou l'inverse.
- Béhémoth / Forteresse roulante (technologie Russe uniquement) : Véhicule informatisé sur chenilles se comportant comme s'il était sur roues, à cause du poids de la forteresse (ne peut donc pas aller sur les montées de terrain), sa construction se fait par un ou plusieurs mécaniciens à l'extérieur de l'usine. Équipé de mitrailleuses, lance-flammes, lance-roquettes et 4 canons lourds avec un bulldozer à l'avant, c'est le char le plus coûteux du jeu, mais également le plus destructeur. Son seul défaut est sa lenteur, qui le rend difficile à manier face à plusieurs ennemies. Plusieurs armement peuvent tirer en même temps, et le lance roquettes peut bombarder une position.

Pour les hommes :
- Sniper (technologie Américaine uniquement) : Les Sniper sont fatals pour les groupes d'infanteries, grâce à leur bonne distance de vue, un tir tue quasi instantanément un homme. Ils peuvent également abattre un homme à travers son véhicule, et quand celui-ci est gravement touché, il est éjecté hors du blindé, qui lui est laissé à l'abandon. Peu efficace néanmoins face aux structures et aux blindages des chars guidés par une I.A.
- Bazooka (technologie Russe uniquement) : Une escouade de cinq ou six hommes armés de Bazookas peuvent à eux seuls détruire une base, ou du moins une bonne partie, ils sont aussi très utiles contre les blindés, et peuvent tirer des missiles décélérateurs ou à espace temps sur les cibles si la technologie a été découverte.
- Mortier (technologie Arabe uniquement) : Les Mortiers ont une puissance moyenne sur l'infanterie et ne peuvent pas tirer à bout portant, il leur faut donc de préférence beaucoup d'espace pour attaquer. Malgré ça, ils peuvent rapidement détruire un très grand nombre de chars ou de structures ennemis s'ils sont plusieurs.

### Constructions
Les bâtiments possèdent souvent un ou plusieurs niveaux d'amélioration ou de spécialisation, ce qui améliore leur résistance et souvent leur utilité.

#### Bâtiments
- Entrepôt : l'Entrepôt est le cœur d'une base. Les matériaux y sont stockés. Permet de changer la spécialisation d'un personnage en ingénieur
- Armurerie : Contrairement aux autres bâtiments, ses occupants peuvent ouvrir le feu sur les ennemis extérieurs. Permet de changer la spécialisation d'un personnage en soldat.
- Garage/usine : Permet de construire / recycler des véhicules, et de changer la spécialisation d'un personnage en mécanicien. Il est nécessaire de lui ajouter des modules pour construire certaines variantes de véhicule (module "radar", "civil", "canon", "Siberite", "roquette" etc.), cinq modules maximum peuvent être rattachés par usine.
- Laboratoire : Permet d'effectuer des recherches, (amélioration de la résistance des bâtiments, amélioration de la collectivité des ressources, amélioration de puissance de feu...) et de changer la spécialisation d'un personnage en scientifique. Un laboratoire de base peut ensuite être spécialisé dans deux domaines de recherche, quatre domaines de recherche par nation sont disponibles, il faut donc deux laboratoires par nation pour profiter de toutes les technologies disponibles. Les domaines de recherches sont : Armement / Sibérite / Ordinateur / Optoélectronique (Américain). Armement / Alaskite / Ordinateur / Espace-temps (Russe). Armement / Sibérite / Optoélectronique / Biologie (Arabe).
- Derrick et mine d'Alaskite : Permet d'extraire ces deux denrées précieuses. Constructible uniquement sur un gisement qui peut être découvert par un scientifique.
- Centrale solaire, électrique ou à Siberite : alimente les bâtiments en électricité.
- Tour de contrôle (technologie Américaine et Arabe): Bâtiment dans lequel les mécaniciens peuvent contrôler les voitures télécommandés. trois mécaniciens maximum par tour de contrôle (les Arabes ont eux une tour de contrôle sur un véhicule constructible grâce au module "radar", un mécanicien maximum par véhicule).
- Téléporteur (technologie Russe uniquement) : le téléporteur permet comme son nom l'indique, de téléporter des hommes comme des véhicules dans une zone précise. Avant son utilisation, il faut déterminer l'endroit où atterrira ce qui traversera le téléporteur, et envoyer un scientifique "marquer" l'endroit.
- Bâtiment Alien téléport de masse (aucune nation) : Ce gigantesque bâtiment Alien n'est utile qu'aux dernières missions des trames Américaines et Russes avec l'Alliance. Une recherche peut être effectuée dans le bâtiment une fois l'artefact Arabe posé à proximité de celui-ci. Une fois la technologie découverte, le bâtiment est capable de téléporter des troupes d'infanteries ou des chars à n'importe quel endroit de la carte, mais son utilisation qui demande une quantité considérable d'énergie met des jours à se recharger, on ne peut donc s'en servir qu'une seule fois dans la mission. Le bâtiment est également ultra-résistant, seul une roquette de Sibérite / à Alaskite peut en venir à bout.

#### Tourelles
Les tourelles sont, avec les bunkers, les principaux éléments défensifs du jeu. Elles peuvent être manuelles, il est donc nécessaire de faire rentrer un homme dans la tourelle pour qu'elle puisse fonctionner (soldat ou mécanicien conseillé, voir des peks en cas de manque de personnel), ou elles peuvent également être automatiques (contrôlé par une I.A.). Cependant, les tourelles contrôlées par I.A. ont une puissances de feu et une cadence de tir plus réduite que celles contrôlées par un soldat ou un mécanicien.
Leur choix d'armement se passe grosso modo comme pour la création de véhicules. Après avoir choisi à partir de la tourelle quel armement lui attribuer, un mécanicien se charge de le construire dans l'usine, et comme pour les véhicules, des modules sont nécessaires pour disposer de certains armements.

## Accueil
| Original War          |      |       |
| Média                 | Pays | Notes |
| Computer Gaming World | US   | 3/5   |
| Eurogamer             | US   | 8/10  |
| Gamekult              | FR   | 4/10  |
| GameSpot              | US   | 50 %  |
| Gen4                  | FR   | 12/20 |
| IGN                   | US   | 45 %  |
| Jeuxvideo.com         | FR   | 12/20 |
| Joystick              | FR   | 48 %  |
| PC Gamer UK           | GB   | 68 %  |
| PC Zone               | US   | 63 %  |
| Compilations de notes |      |       |
| Metacritic            | US   | 61 %  |